# Agriotes ustulatus
Agriotes ustulatus är en skalbaggsart som först beskrevs av Johann Gottlieb Schaller 1783.  Agriotes ustulatus ingår i släktet Agriotes, och familjen knäppare. Arten har ej påträffats i Sverige.